# بطولة العالم للفروسية
تُقام بطولة كأس العالم للفروسية كل اربع سنوات اسوة بكأس العالم لكرة القدم وتشتمل على عدد من ألعاب الفروسية مثل لعبة قفز الحواجز (فرق وفردي) وسباق التحمل (القدرة) والترويض والوثب. وتعد بطولة العالم للفروسية ابرز المسابقات الفروسية على مستوى العالم إلى جانب الاولمبياد وتحرص دول العالم قاطبة وفرسانها ذوو المستويات العالية واصحاب الميداليات الاولمبية على المشاركة فيها. وتستضيف مدينة جريز الاسبانية خلال الفترة من 13 إلى 23 سبتمبر هذه البطولة وتشهد مشاركة أكثر من 500 فارس في جميع العاب الفروسية حيث يشارك أكثر من 112 فارساً في منافسات لعبة قفز الحواجز و140 فارساً في سباق التحمل إضافة إلى فرسان الالعاب الأخرى للفروسية. وكانت البطولة الماضية التي اقيمت عام 1998م قد استضافتها مدينة روما الايطالية وحقق بطولتها في لعبة قفز الحواجز الفارس العالمي الطروبلسي (عبدالعزيز بكور). وتشهد هذه البطولة مشاركة نخبة من فرسان العالم في مقدمتهم حامل اللقب كما ذكرنا البرازيلي (ردريقو بيساوا) والألماني (لودقر) والسويسري (ماركس فوكس) والإنجليزي (جون وتكر) والهولندي (اين توب) إلى جانب فرسان سباق التحمل العالميين. ويشارك فرسان المملكة في هذه البطولة العالمية وهم رمزي الدهامي وخالد العيد وكمال باحمدان الذين سبق وان شاركوا في بطولات عالمية مماثلة مثل الأولمبياد وبطولة العالم للهواة اما فرسان المملكة لسباق التحمل فقد شاركوا في بطولات سابقة عالمية يأتي في مقدمتها اللقب العالمي الذي احرزه الفارس العالمي طارق طاهر في قطر عام 1997 بحصوله على كأس العالم لسباق القدرة امام حشد مميز من فرسان العالم. وتحظى بطولة العالم للفروسية بمتابعة جماهيرية كبيرة تصل إلى عشرين ألف متفرج كما تحظى بمتابعة اعلامية ضخمة من قبل وكالات الأنباء والقنوات الفضائية والصحف العالمية والإذاعات.